# Eeuwige vrede
De Eeuwige vrede werd getekend in 532 en beëindigde de Iberische Oorlog (526-532), een van de zovele Romeins-Perzische oorlogen over de heerschappij over de Kaukasus.

## Achtergrond
Sjah Kavad I was voor een tweede maal tijdens zijn regering een oorlog begonnen tegen het Byzantijnse Rijk, deze maal omdat koning Vachtang I van Iberië was overgelopen naar de Byzantijnen. Vooral de Slag bij Callinicum in 531 was voor beide partijen een grote aderlating. Begin 532 stonden er twee nieuwe heersers tegenover elkaar, Khusro I sjah van de Sassaniden en keizer Justinianus I van Byzantium. Beiden konden vrede gebruiken. Khusro zat verwikkeld in een troonstrijd met zijn broer en Justinianus had te maken met de Nika-oproer.

## Bepalingen
De Romeinen betaalden de Perzen een eenmalige som van 110 centenaar goud.
De Romeinen behielden het controversiële fort Dara, maar gebruikten het niet langer als het hoofdkwartier van de dux Mesopotamia, de commandant van de noordelijke Mesopotamische grenstroepen. 
De invloedzones van de twee grote mogendheden in de Kaukasus zijn opnieuw gedefinieerd; de Sassaniden deden afstand van hun aanspraken op Colchis en de Romeinen en de Perzen wisselden enkele forten uit, die tijdens de gevechten waren veroverd.
Volgens de geschiedschrijver Agathias Scholastikos (Historiën 2,31,4) hebben de Romeinen zich er ook toe verbonden de heidense neoplatonische filosofen Simplicius van Cilicië en Damascius, die in 531 naar het Perzische rijk waren gevlucht, niet lastig te vallen als ze zouden terugkeren naar het Romeinse rijk. Mogelijk heeft Justinianus om hun uitlevering verzocht.

## Resultaat
Khusro kon zich concentreren op de interne zaken en Justinianus kon beginnen met het herstel van het Romeinse Rijk.  Aanvankelijk bleven de betrekkingen tussen de Romeinen en de Sassaniden vreedzaam. Justinianus vertrouwde het Perzische verdrag zozeer dat hij de verdediging van de Oost-Romeinse provincies steeds meer verwaarloosde. Dat zal hem zuur opbreken, toen Khusro in 540 Syria binnenviel, het begin van de Lazische Oorlog (541-562). Zo eeuwig bleek de vrede dan toch niet te zijn.